# Gnarpskatens naturreservat
Gnarpskaten är ett naturreservat och natura 2000-område i Nordanstigs kommun, några kilometer söder om fiskeläget Sörfjärden.
Naturen här utgörs av imponerande klapperstensfält, men består även av karga hällmarker, småtjärnar, Tosskärstjärnarna, och en sandstrand med flygsanddyner. I naturreservatet finns även flera stora bronsåldersrösen.